# Чигиринська вулиця (Київ)
Чигири́нська ву́лиця — вулиця в Подільському районі міста Києва, місцевості селище Шевченка, Вітряні гори. Пролягає від вулиці Світлицького до Канівської вулиці. 
Прилучається Золочевська вулиця.

## Історія
Вулиця виникла в середині XX століття під назвою 125-а Нова. Сучасна назва — з 1944 року, на честь міста Чигирин Черкаської області.
У першій половині XX століття існувала також Чигиринська вулиця в робітничому селищі на Трухановому острові.